# Sivry-Ante
Pour les articles homonymes, voir Sivry et Ante.
Sivry-Ante est une commune française, située dans l'Argonne dans le département de la Marne en région Grand Est. La commune compte deux villages : Ante et Sivry.

## Géographie
| Braux-Saint-Remy     | Châtrices          | Villers-en-Argonne |
| Dampierre-le-Château | Sivry-Ante         | Le Chemin          |
| Épense               | Le Vieil-Dampierre |                    |

La commune possède trois petites enclaves situées à la frontière des communes du Vieil-Dampierre et le Chemin, sur la rive gauche de l'Aisne (à 48° 59′ 30,35″ N, 4° 58′ 32,49″ E, 48° 59′ 15,85″ N, 4° 58′ 33,72″ E et 48° 59′ 09,47″ N, 4° 58′ 25,23″ E respectivement).

### Hydrographie
La commune est dans la région hydrographique « la Seine du confluent de l'Oise (inclus) à l'embouchure » au sein du bassin Seine-Normandie. Elle est drainée par l'Aisne, l'Ante, le ruisseau de Braux, le Fossé des Anches, la Garnière, la rivière des Marais, le canal 01 de la commune de Sivry-Ante, le Fossé 01 de la commune de Sivry-Ante, le Fossé 03 de la commune de Villiers-en-Argonne, le Fossé 04 de la commune de Villiers-en-Argonne, le Fossé de la Grande Haie, le Fossé la Boue, le ruisseau de la Gorge aux Loups, le ruisseau de Saussis, divers bras de l'Aisne, divers bras de l'Ante et divers autres petits cours d'eau,.
L'Aisne est un  cours d'eau naturel navigable de 256 km de longueur, traversant les cinq départements Meuse, Marne, Ardennes, Aisne, Oise. Elle est un affluent de rive gauche de l'Oise, ce qui fait d'elle un sous-affluent de la Seine. 
L'Ante, d'une longueur de 26 km, prend sa source dans la commune de Noirlieu et se jette  dans l'Aisne à Verrières, après avoir traversé onze communes. 

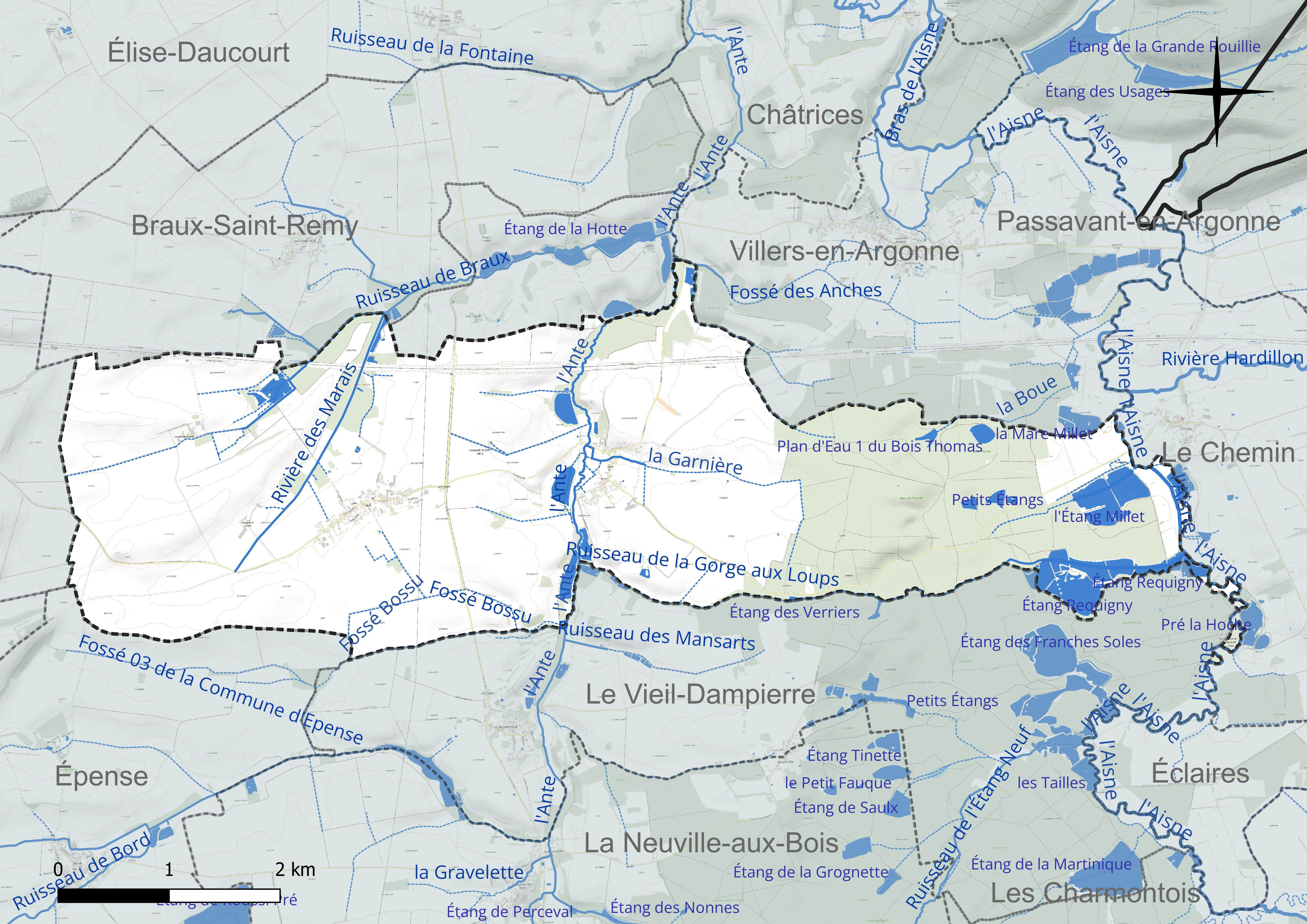
Réseau hydrographique de Sivry-Ante.

Huit plans d'eau complètent le réseau hydrographique : la Garenne d'Antes (4,7 ha), le plan d'eau 1 de la commune de Sivry-Ante (3,9 ha), le plan d'eau 1 du Bois Thomas (2,7 ha), le plan d'eau 2 du Bois Thomas (1,1 ha), l'étang des Verriers, d'une superficie totale de 0,5 ha (0,3 ha sur la commune), l'étang Millet (19,9 ha), l'étang Requigny (11,4 ha) et Petits étangs (1,6 ha),.

### Climat
Pour des articles plus généraux, voir Climat du Grand Est et Climat de la Marne.
En 2010, le climat de la commune est de type climat des marges montargnardes, selon une étude du Centre national de la recherche scientifique s'appuyant sur une série de données couvrant la période 1971-2000. En 2020, Météo-France publie une typologie des climats de la France métropolitaine dans laquelle la commune est exposée à un climat océanique altéré et est dans la région climatique  Nord-est du bassin Parisien, caractérisée par un ensoleillement médiocre, une pluviométrie moyenne régulièrement répartie au cours de l’année et un hiver froid (3 °C). 
Pour la période 1971-2000, la température annuelle moyenne est de 10,1 °C, avec une amplitude thermique annuelle de 16 °C. Le cumul annuel moyen de précipitations est de 884 mm, avec 13,1 jours de précipitations en janvier et 9,1 jours en juillet. Pour la période 1991-2020, la température moyenne annuelle observée sur la station météorologique de Météo-France la plus proche, « Argers », sur la commune d'Argers à 8 km à vol d'oiseau, est de 10,9 °C et le cumul annuel moyen de précipitations est de 739,4 mm. 
La température maximale relevée sur cette station est de 41,1 °C, atteinte le 25 juillet 2019 ; la température minimale est de −17,5 °C, atteinte le 20 décembre 2009,,. 
Les paramètres climatiques de la commune ont été estimés pour le milieu du siècle (2041-2070) selon différents scénarios d'émission de gaz à effet de serre à partir des nouvelles projections climatiques de référence DRIAS-2020. Ils sont consultables sur un site dédié publié par Météo-France en novembre 2022.

## Urbanisme

### Typologie
Au 1er janvier 2024, Sivry-Ante est catégorisée commune rurale à habitat dispersé, selon la nouvelle grille communale de densité à sept niveaux définie par l'Insee en 2022.
Elle est située hors unité urbaine. Par ailleurs la commune fait partie de l'aire d'attraction de Sainte-Menehould, dont elle est une commune de la couronne,. Cette aire, qui regroupe 50 communes, est catégorisée dans les aires de moins de 50 000 habitants,.

### Occupation des sols
L'occupation des sols de la commune, telle qu'elle ressort de la base de données européenne d’occupation biophysique des sols Corine Land Cover (CLC), est marquée par l'importance des territoires agricoles (73,4 % en 2018), en diminution par rapport à 1990 (76,2 %). La répartition détaillée en 2018 est la suivante : 
terres arables (64,8 %), forêts (22,4 %), prairies (8,4 %), eaux continentales (3 %), zones urbanisées (1,2 %), zones agricoles hétérogènes (0,2 %). L'évolution de l’occupation des sols de la commune et de ses infrastructures peut être observée sur les différentes représentations cartographiques du territoire : la carte de Cassini (XVIIIe siècle), la carte d'état-major (1820-1866) et les cartes ou photos aériennes de l'IGN pour la période actuelle (1950 à aujourd'hui).

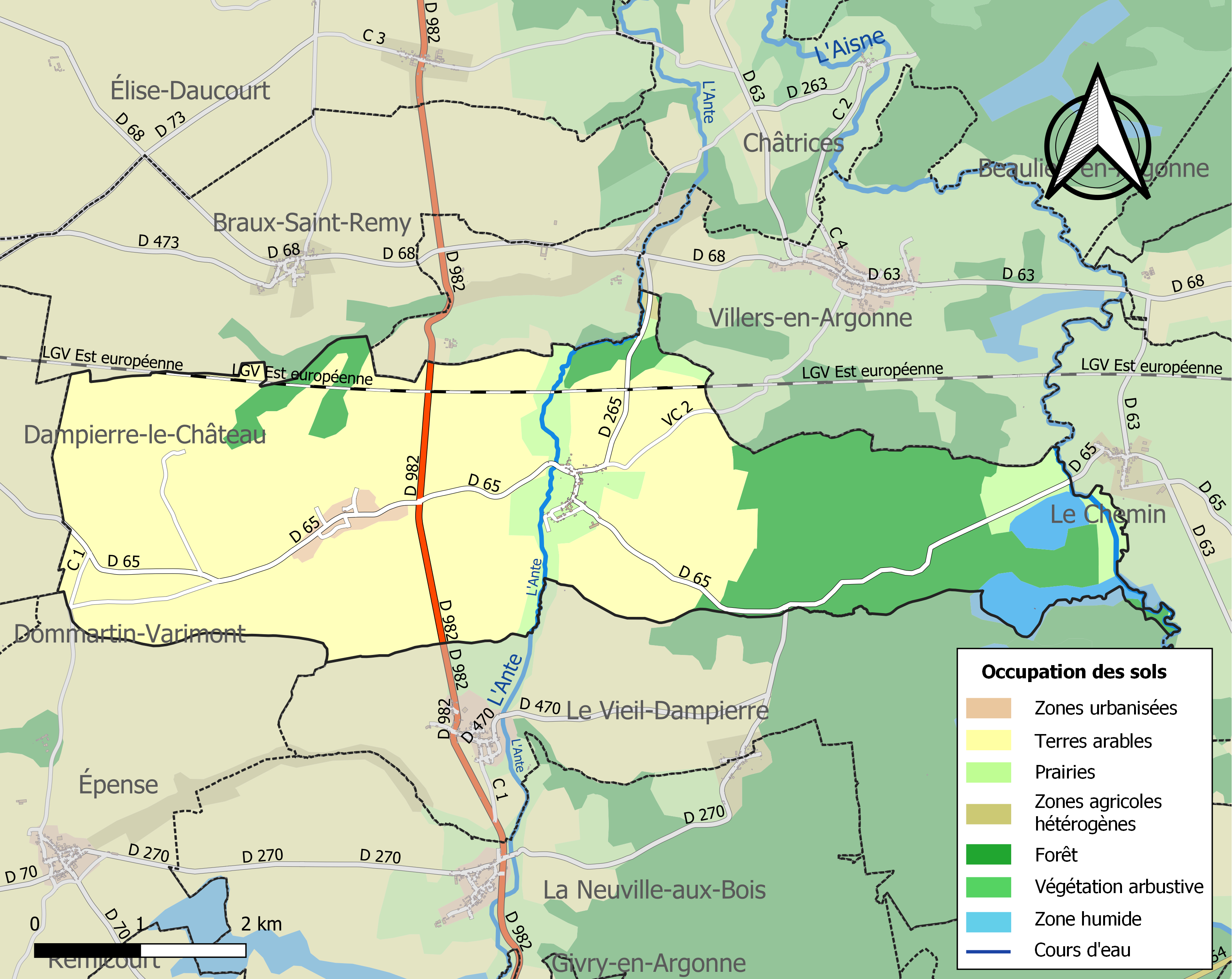
Carte des infrastructures et de l'occupation des sols de la commune en 2018 (CLC).

## Toponymie
Sivry est attesté sous les formes Sivré (vers 1165) ; Severi (1204) ; Sivereium (1214) ; Sivreium (1218) ; Sivrez, Sevri, Sivri (vers 1222) ; Syvreium (1243) ; Syverey, Syvorez, Severi, Syvri, Syverei, Syvereium (vers 1252) ; Sivrei (1271) ; Scivreium (1277) ; Sivreyum (1296) ; Syvry (1366) ; Sivery (1394) ; Sivrey, Cyvry (1394) ; Civreyum (1405) ; Civry (1554) ; Sivry-les-Ante (1676).

Ante, ancienne localité, est attesté sous les formes Antra (XIe siècle) ; Antre (1366) ; Entre (1394) ; Hante (1651) ; Ente (1735).Ce toponyme est issu du nom de la rivière, qui traverse le territoire de la commune.

L'Ante est une rivière qui coule dans le département de la Marne, dans l'ancienne région Champagne-Ardenne, dans la nouvelle région Grand Est.

## Histoire
Le 25 août 1870, durant la guerre franco-allemande, a lieu l'affaire de Sivry-Ante.
En s'avançant de Metz sur Paris, les Allemands rencontrent, le 25 août, à Sivry-sur-Ante, un millier de gardes mobiles du 4e bataillon de la garde nationale mobile de la Marne qui, à l'approche de l'ennemi, avaient été dirigés de Vitry-le-François sur Sainte-Menehould.
Après leur avoir envoyé quelques obus, une fraction de la 6e division de cavalerie prussienne les charge. Un grand nombre de mobiles sont sabrés ou tués à coups de lance, et les autres faits prisonniers. Désarmés et emmenés en captivité, ils traversent le village de Passavant lorsque l'un d'eux quitte les rangs pour aller se désaltérer au ruisseau du chemin. Un soldat de l'escorte tire sur lui, et les Prussiens, se croyant attaqués, chargent impitoyablement les infortunés mobiles. Une reconnaissance de cavalerie fait feu sur eux, puis, l'infanterie cantonnée dans le village se mêle à cette attaque, et bientôt les deux côtés de la route sont jonchés de blessés et de cadavres. 32 prisonniers sont tués 92 mutilés, et plusieurs vont périr misérablement et sans secours dans les champs où ils veulent se cacher. Dix mois après cette scène sanglante, on retrouve ainsi dans les bois de Passavant où il s'était caché, soutenus par les grosses branches d'un chêne, les restes d'un mobile que l'on peut encore reconnaître.Trop grièvement blessé, il  n'avait pu redescendre,.
En 1967, les communes de Ante et de Sivry-sur-Ante fusionnent pour donner la commune actuelle d'Ante.

## Politique et administration
Par décret du 29 mars 2017, l'arrondissement de Sainte-Menehould est supprimée et la commune est intégrée le 31 mars 2017 à l'arrondissement de Châlons-en-Champagne.

### Intercommunalité
La commune, antérieurement membre de la communauté de communes de la Région de Givry-en-Argonne, est membre, depuis le 1er janvier 2014, de la CC de l'Argonne Champenoise.
En effet, conformément au schéma départemental de coopération intercommunale de la Marne du 15 décembre 2011, cette communauté de communes de l'Argonne Champenoise est issue de la fusion, au 1er janvier 2014,  de : 
- la communauté de communes du Canton de Ville-sur-Tourbe ;
- de la communauté de communes de la Région de Givry-en-Argonne ;
- et de la communauté de communes de la Région de Sainte-Menehould.

Les communes isolées de Cernay-en-Dormois, Les Charmontois, Herpont et Voilemont ont également rejoint l'Argonne Champenoise à sa création.

### Liste des maires
| Période                                  | Période                       | Identité                 | Étiquette | Qualité                                                       |
| ---------------------------------------- | ----------------------------- | ------------------------ | --------- | ------------------------------------------------------------- |
| Les données manquantes sont à compléter. |                               |                          |           |                                                               |
| 1837                                     | 1840                          | Nicolas Dommanget        |           |                                                               |
| 1840                                     | 1865                          | Pierre François Caquot   |           |                                                               |
| 1865                                     | 1871                          | Louis Théodore Dommanget |           |                                                               |
| Les données manquantes sont à compléter. |                               |                          |           |                                                               |
| 1979                                     | 2014                          | Michel Schellaert        |           | Président de la CC de la Région de Givry-en-Argonne ( → 2013) |
| 2014,                                    | En cours (au 21 juillet 2014) | Buno Bortolomiol         |           |                                                               |

## Équipements et services publics

### Postes et télécommunications
Deux boîtes aux lettres de La Poste se trouvent sur le territoire de la commune, rue de Champagne (Sivry) et rue de l'Argonne (Ante). Le bureau de poste le plus proche est situé à Sainte-Menehould, à environ 10 km de Sivry-Ante.

### Justice, sécurité et secours
Du point de vue judiciaire, Sivry-Ante relève du conseil de prud'hommes, du tribunal de commerce, du tribunal judiciaire, du tribunal paritaire des baux ruraux et du tribunal pour enfants de Châlons-en-Champagne, dans le ressort de la cour d'appel de Reims. Pour le contentieux administratif, la commune dépend du tribunal administratif de Châlons-en-Champagne et de la cour administrative d'appel de Nancy.
Sivry-Ante est située en secteur Gendarmerie nationale et dépend de la brigade de Givry-en-Argonne.
En matière d'incendie et de secours, les casernes les plus proches sont celles de Dampierre-le-Château et Givry-en-Argonne, rattachées au Service départemental d'incendie et de secours (SDIS) de la Marne.

## Démographie
L'évolution du nombre d'habitants est connue à travers les recensements de la population effectués dans la commune depuis 1793. Pour les communes de moins de 10 000 habitants, une enquête de recensement portant sur toute la population est réalisée tous les cinq ans, les populations de référence des années intermédiaires étant quant à elles estimées par interpolation ou extrapolation. Pour la commune, le premier recensement exhaustif entrant dans le cadre du nouveau dispositif a été réalisé en 2005.

En 2022, la commune comptait 178 habitants, en évolution de −1,11 % par rapport à 2016 (Marne : −1,19 %, France hors Mayotte : +2,11 %).
| 1793 | 1800 | 1806 | 1821 | 1831 | 1836 | 1841 | 1846 | 1851 |
| ---- | ---- | ---- | ---- | ---- | ---- | ---- | ---- | ---- |
| 252  | 246  | 232  | 275  | 301  | 348  | 343  | 338  | 366  |

| 1856 | 1861 | 1866 | 1872 | 1876 | 1881 | 1886 | 1891 | 1896 |
| ---- | ---- | ---- | ---- | ---- | ---- | ---- | ---- | ---- |
| 335  | 353  | 362  | 376  | 333  | 345  | 358  | 331  | 330  |

| 1901 | 1906 | 1911 | 1921 | 1926 | 1931 | 1936 | 1946 | 1954 |
| ---- | ---- | ---- | ---- | ---- | ---- | ---- | ---- | ---- |
| 309  | 311  | 287  | 243  | 239  | 243  | 209  | 214  | 202  |

| 1962 | 1968 | 1975 | 1982 | 1990 | 1999 | 2005 | 2006 | 2010 |
| ---- | ---- | ---- | ---- | ---- | ---- | ---- | ---- | ---- |
| 151  | 205  | 177  | 176  | 177  | 187  | 188  | 183  | 186  |

| 2015 | 2020 | 2022 | - | - | - | - | - | - |
| ---- | ---- | ---- | - | - | - | - | - | - |
| 180  | 178  | 178  | - | - | - | - | - | - |

## Lieux et monuments
- Il existait le château de Boncourt où est né Chamisso.

## Personnalités liées à la commune
- L'écrivain en langue allemande Adelbert von Chamisso est né à Ante.